# Steve (fenômeno natural)
Steve é um fenômeno óptico natural descoberto em abril de 2017, em que um feixe de luz violeta corta os céus verticalmente. Satélites da Agência Espacial Europeia (ESA) descobriram que trata-se de uma corrente de gás que flui em grande velocidade nas partes mais elevadas da atmosfera terrestre. A princípio, cientistas suspeitaram que o fenômeno, capturado pelas lentes de um grupo de observadores de auroras boreais no Facebook, seria uma “aurora de prótons” ou “arco de prótons” – mas como esse evento não pode ser visto pelo olho humano, os cientistas suspeitaram que se tratava de algo diferente. Por isso, este fenômeno natural ganhou o nome de "Steve", em referência à animação Os Sem-Floresta (2006), em que os personagens usam esse nome para falar de uma criatura que nunca tinham visto antes.